# Интегральный признак Коши — Маклорена
Интегральный признак Коши́ — Макло́рена — признак сходимости убывающего положительного числового ряда. Признак Коши — Маклорена даёт возможность свести проверку сходимости ряда к проверке сходимости несобственного интеграла соответствующей функции на {\displaystyle [1,\infty )}, последний часто может быть найден в явном виде.

## Формулировка теоремы
Пусть для функции {\displaystyle f(x)}  выполняется:
1. {\displaystyle \forall x\geqslant 1\quad f(x)>0} , т.е. функция принимает положительные значения на промежутке {\displaystyle [1,+\infty )};
2. {\displaystyle \forall x_{1},x_{2}\geqslant 1\qquad x_{1}<x_{2}\Rightarrow f(x_{1})\geqslant f(x_{2})} , т.е. функция является монотонно невозрастающей  на {\displaystyle [1,+\infty )};
3. {\displaystyle \forall n\in \mathbb {N} \quad f(n)=a_{n}} (соответствие значения функции члену ряда).

Тогда ряд {\displaystyle \sum _{n=1}^{\infty }a_{n}} и несобственный интеграл {\displaystyle \int \limits _{1}^{\infty }\!f(x)\,dx} сходятся или расходятся одновременно.

## Набросок доказательства
1. Построим на графике {\displaystyle f(x)} ступенчатые фигуры как показано на рисунке.
2. Площадь большей фигуры равна {\displaystyle S_{b}=f(1)+f(2)+f(3)+...+f(n-1)} .
3. Площадь меньшей фигуры равна {\displaystyle S_{s}=f(2)+f(3)+f(4)+...+f(n)} .
4. Площадь криволинейной трапеции под графиком функции равна {\displaystyle S_{tr}=\int \limits _{1}^{n}f(x)\,dx}
5. Получаем {\displaystyle S_{s}\leqslant S_{tr}\leqslant S_{b}\;\Rightarrow \;S_{n}-a_{1}\leqslant \int \limits _{1}^{n}f(x)\,dx\leqslant S_{n-1}}
6. Далее доказывается с помощью критерия сходимости знакоположительных рядов.

## Полное доказательство
{\displaystyle \forall b>1} {\displaystyle f(x)} монотонна на {\displaystyle [1,b]}, следовательно {\displaystyle \int \limits _{1}^{b}f(x)dx} существует.
{\displaystyle \forall x\in [n,n+1]} {\displaystyle f(n)\geqslant f(x)\geqslant f(n+1)}, следовательно
{\displaystyle \forall n\in \mathbb {N} \qquad } {\displaystyle \int \limits _{n}^{n+1}f(n)dx=f(n)\geqslant \int \limits _{n}^{n+1}f(x)dx\geqslant f(n+1)}.
Отсюда, если  {\displaystyle \int \limits _{1}^{+\infty }f(x)\,dx} сходится, то
{\displaystyle S_{n}-f(1)=f(2)+...+f(n)\leqslant \int \limits _{1}^{n}f(x)\,dx\leqslant \int \limits _{1}^{+\infty }f(x)\,dx<+\infty }.
Поэтому {\displaystyle S_{n}}  ограничена. А так как она неубывающая, то она  сходится.
Если   {\displaystyle \int \limits _{1}^{+\infty }f(x)\,dx} расходится, то  есть {\displaystyle \lim _{n\to \infty }\int \limits _{1}^{n}f(x)\,dx=+\infty } , то
{\displaystyle S_{n}=f(1)+...+f(n)\geqslant \int \limits _{1}^{n+1}f(x)\,dx\to +\infty ,} значит ряд расходится.
Теорема доказана.

## Примеры ("эталонные"   ряды)
- Обобщённый гармонический ряд {\displaystyle \sum {\frac {1}{n^{p}}}} сходится при {\displaystyle p>1} и расходится при  {\displaystyle p\leqslant 1}, так как

{\displaystyle \int \limits _{1}^{\infty }{\frac {1}{x}}dx=\ln x|_{1}^{+\infty }=+\infty }           (случай {\displaystyle p=1}),
{\displaystyle \int \limits _{1}^{+\infty }{\frac {1}{x^{p}}}dx=\left.{\frac {1}{1-p}}x^{1-p}\right|_{1}^{+\infty }={\frac {1}{p-1}}}  при   {\displaystyle p>1},
{\displaystyle \int \limits _{1}^{+\infty }{\frac {1}{x^{p}}}dx=\left.{\frac {1}{1-p}}x^{1-p}\right|_{1}^{+\infty }=+\infty }  при   {\displaystyle p<1}.
- {\displaystyle \sum \limits _{n=2}^{\infty }{\frac {1}{x\ln ^{q}x}}} сходится при {\displaystyle q>1} и расходится при  {\displaystyle q\leqslant 1}. Для обоснования нужно рассмотреть {\displaystyle \int \limits _{2}^{+\infty }{\frac {1}{x\ln ^{q}x}}dx}.
- На основе сравнения с этими рядами основаны признаки Раабе, Гаусса, Бертрана и некоторые другие.  Серию "эталонных" рядов можно продолжить, и на их основе построить семейство все более тонких признаков для медленно сходящихся рядов.

## Оценка остатка ряда
Интегральный признак Коши позволяет оценить остаток {\displaystyle r_{n}} знакоположительного ряда.
Из полученного в доказательстве выражения
{\displaystyle S_{n}-a_{1}\leqslant \int \limits _{1}^{n}f(x)\,dx\leqslant S_{n-1}}
с помощью несложных преобразований получаем:
{\displaystyle \int \limits _{n+1}^{\infty }f(x)\,dx\leqslant r_{n}\leqslant \int \limits _{n}^{\infty }f(x)\,dx\leqslant a_{n}+\int \limits _{n+1}^{\infty }f(x)\,dx}.